# 1000 guinées allemandes
Groupe 2
Les 1000 guinées allemandes (German 1000 Guineas) sont une course hippique catégorisée groupe II ouverte aux pouliches de trois ans se disputant annuellement sur l'hippodrome de Düsseldorf sur le mile (1600 mètres). C'est le pendant féminin des Mehl-Mülhens-Rennen et l'équivalent allemand des 1000 Guinées de Newmarket et du Curragh et de la Poule d'Essai des Pouliches,.

## Historique
Les premières 1000 guinées allemandes se disputent en 1878 sur l'hippodrome de Berlin-Hoppegarten sous le nom de Henckelrennen. Après plusieurs déménagements, l'épreuve prend ses quartiers sur l'hippodrome de Düsseldorf en 1986.

## Palmarès
| Année | Vainqueur          | Pays        | Père              | Jockey             | Entraîneur            | Propriétaire                 | Temps   |
| ----- | ------------------ | ----------- | ----------------- | ------------------ | --------------------- | ---------------------------- | ------- |
| 2025  | Lady Ilze          | Pologne     | Territories       | Adrie de Vries     | Andreas Wohler        | Westminster Race Horses GMBH | 1'35"04 |
| 2024  | Darnation          | Royaume-Uni | Too Darn Hot      | Adrie de Vries     | Karl Burke            | Newtown Anner Stud Farm      | 1'37"50 |
| 2023  | Habana             | Allemagne   | Kingman           | Eduardo Pedroza    | Andreas Wohler        | Gestüt Fahrhof               | 1'33"21 |
| 2022  | Txope              | France      | Siyouni           | Aurélien Lemaitre  | Philippe Decouz       | Antoine Griezmann            | 1"35'82 |
| 2021  | Novemba            | Allemagne   | Gleneagles        | Sibylle Vogt       | Peter Schiergen       | Gestut Brummerhof            | 1'35"41 |
| 2020  | Lancade            | Allemagne   | Areion            | Adrie de Vries     | Yasmin Almenräder     | Stall Raffelberg             | 1'36"08 |
| 2019  | Main Edition       | Royaume-Uni | Zoffany           | Joe Fanning        | Mark Johnston         | Saif Ali                     | 1'36"46 |
| 2018  | Nyaleti            | Royaume-Uni | Arch              | Joe Fanning        | Mark Johnston         | 3 Batterhams and A Reay      | 1'36"89 |
| 2017  | Unforgetable Filly | Royaume-Uni | Sepoy             | James Doyle        | Hugo Palmer           | Dr Ali Ridha                 | 1'35"49 |
| 2016  | Hawksmoor          | Royaume-Uni | Azamour           | James Doyle        | Hugo Palmer           | Lael Stable                  | 1'37"30 |
| 2015  | Full Rose          | Allemagne   | Aqlaam            | Jozef Bojko        | Andreas Wöhler        | Jaber Abdullah               | 1'39"64 |
| 2014  | Ajaxana            | Allemagne   | Rock of Gibraltar | Anthony Crastus    | Waldemar Hickst       | Stall Lucky Owner            | 1'37"67 |
| 2013  | Akua'da            | Allemagne   | Shamardal         | Eduardo Pedroza    | Andreas Wohler        | Gestut Brummerhof            | 1'38"95 |
| 2012  | Electrelane        | Royaume-Uni | Dubawi            | Jim Crowley        | Ralph Beckett         | Clipper Logistics            | 1'40"40 |
| 2011  | Lips Poison        | Allemagne   | Mamool            | Davy Bonilla       | Andreas Löwe          | Stall Lintec                 | 1'41"03 |
| 2010  | Kali               | Allemagne   | Areion            | Adrie de Vries     | Waldemar Hickst       | Gestüt Park Wiedingen        | 1'38"04 |
| 2009  | Penny's Gift       | Royaume-Uni | Tobougg           | Richard Hughes     | Richard Hannon, Sr.   | Malcolm & Penny Brown        | 1'39"29 |
| 2008  | Briseida           | Allemagne   | Pivotal           | Martin Dwyer       | Peter Schiergen       | Stall Litex                  | 1'36"29 |
| 2007  | Mi Emma            | Allemagne   | Silvano           | Eduardo Pedroza    | Andreas Wöhler        | Rennstall Darboven           | 1'38"16 |
| 2006  | Lolita             | Allemagne   | Lavirco           | Andreas Helfenbein | Andreas Löwe          | Stall Le Rastaquouere        | 1'48"64 |
| 2005  | Anna Monda         | Allemagne   | Monsun            | Torsten Mundry     | Peter Rau             | Gestüt Brümmerhof            | 1'47"20 |
| 2004  | Shapira            | Allemagne   | Kornado           | Jiri Palik         | Andreas Löwe          | Stall Granum                 | 1'42"21 |
| 2003  | Diacada            | Allemagne   | Cadeaux Genereux  | Andreas Suborics   | Hans Blume            | Gestüt Röttgen               | 1'37"05 |
| 2002  | Portella           | Allemagne   | Protektor         | Eduardo Pedroza    | Andreas Löwe          | Siegfried Herzig             | 1'42"54 |
| 2001  | Dakhla Oasis       | Allemagne   | Night Shift       | L. Hammer-Hansen   | Andreas Schütz        | Gestüt Park Wiedingen        | 1'37"23 |
| 2000  | Crimplene          | Royaume-Uni | Lion Cavern       | Philip Robinson    | Clive Brittain        | Darley Stud                  | 1'35"16 |
| 1999  | Rose of Zollern    | Allemagne   | Seattle Dancer    | Torsten Mundry     | Peter Rau             | Stall Zollern                | 1'35"52 |
| 1998  | Elle Danzig        | Allemagne   | Roi Danzig        | Andrasch Starke    | Andreas Schütz        | Gestüt Wittekindshof         | 1'40"11 |
| 1997  | Que Belle          | Allemagne   | Seattle Dancer    | Kevin Woodburn     | Harro Remmert         | Stall Stoof                  | 1'46"82 |
| 1996  | La Blue            | Allemagne   | Bluebird          | Terence Hellier    | Bruno Schütz          | Gestüt Wittekindshof         | 1'43"11 |
| 1995  | Tryphosa           | Allemagne   | Be My Guest       | Andreas Boschert   | Andreas Wöhler        | Gestüt Burg Eberstein        | 1'37"78 |
| 1994  | Life's Luck        | Allemagne   | Mogambo           | Terence Hellier    | Bruno Schütz          | Stall Marcassargues          | 1'37"91 |
| 1993  | Quebrada           | Allemagne   | Devil's Bag       | Andrzej Tylicki    | Heinz Jentzsch        | Gestüt Fährhof               | 1'39"77 |
| 1992  | Princess Nana      | Allemagne   | Bellypha          | Mark Rimmer        | Bruno Schütz          | Stall Imperator              | 1'42"19 |
| 1991  | Kazoo              | Allemagne   | Shareef Dancer    | Walter Swinburn    | Bill Watts            | Sheikh Mohammed              | 1'39"86 |
| 1990  | Walesiana          | Allemagne   | Star Appeal       | Manfred Hofer      | Theo Grieper          | Gestüt Moritzberg            | 1'40"05 |
| 1989  | Filia Ardross      | Allemagne   | Ardross           | Lutz Mäder         | Bruno Schütz          | Klaus Rohde                  | 1'38"25 |
| 1988  | Alte Zeit          | Allemagne   | Surumu            | Peter Remmert      | Hein Bollow           | Stall Mühlengrund            | 1'38"00 |
| 1987  | Majorität          | Allemagne   | Konigsstuhl       | Peter Remmert      | Hein Bollow           | Gestüt Erlengrund            | 1'41"50 |
| 1986  | Comprida           | Allemagne   | Windwurf          | Georg Bocskai      | Heinz Jentzsch        | Gestüt Fährhof               | 1'41"30 |
| 1985  | Grimpola           | Allemagne   | Windwurf          | Manfred Hofer      | Uwe Ostmann           | Stall Auetal                 | 1'47"60 |
| 1984  | Slenderella        | Allemagne   | Alpenkonig        | Andrzej Tylicki    | Heinz Jentzsch        | Gestüt Schlenderhan          | 1'42"00 |
| 1983  | Well Proved        | Allemagne   | Prince Ippi       | Eric Apter         | Theo Grieper          | Gestüt Röttgen               | 1'45"80 |
| 1982  | Opium              | Allemagne   | Soderini          | Georg Bocskai      | Heinz Jentzsch        | Gestüt Bona                  | 1'44"60 |
| 1981  | Adita              | Allemagne   | Akari             | Dave Richardson    | Arthur-Paul Schlaefke | Gestüt Ebbesloh              | 1'45"70 |
| 1980  | Leticia            | Allemagne   | Caracol           | Peter Remmert      | Heinz Jentzsch        | Gestüt Fährhof               | 1'44"20 |
| 1979  | Alaria             | Allemagne   | Kaiseradler       | Michael Rath       | Georg Zuber           | Stall Weissenhof             | 1'48"20 |
| 1978  | Ocana              | Allemagne   | Le Haar           | Joan Pall          | Heinz Jentzsch        | Gestüt Fährhof               | 1'45"40 |
| 1977  | Aviatik            | Allemagne   | My Swallow        | Horst Horwart      | Heinz Jentzsch        | Gestüt Schlenderhan          | 1'46"90 |
| 1976  | Licata             | Allemagne   | Dschingis Khan    | Joan Pall          | Heinz Jentzsch        | Gestüt Webelsgrund           | 1'40"70 |
| 1975  | Brigida            | Allemagne   | Priamos           | Ralf Suerland      | Heinz Jentzsch        | Gestüt Schlenderhan          | 1'41"10 |
| 1974  | Une Amie           | Allemagne   | Acropolis         | Willie Carson      | Theo Grieper          | Gestüt Röttgen               | 1'38"50 |
| 1973  | Oraza              | Allemagne   | Zank              | W. Wickert         | Georg Zuber           | Stall Rosenau                | 1'39"80 |
| 1972  | Ankerwinde         | Allemagne   | Kronzeuge         | Peter Remmert      | Hein Bollow           | Gestüt Asta                  | 1'45"40 |
| 1971  | Dulcia             | Allemagne   | Orsini            | Joan Pall          | Hein Bollow           | Gestüt Erlenhof              | 1'43"60 |
| 1970  | Ariadne            | Allemagne   | Chief             | Joan Pall          | Josef Hochstein       | C. Geerz                     | 1'40"30 |
| 1969  | Schönbrunn         | Allemagne   | Pantheon          | Peter Kienzler     | Heinz Jentzsch        | Gestüt Schlenderhan          | 1'42"20 |
| 1968  | Ordinanz           | Allemagne   | Pirate King       | Peter Alafi        | Sven von Mitzlaff     | Gestüt Zoppenbroich          | 1'53"10 |